# Birkat ha-Chama
Birkat ha-Chama (hebräisch בִּרְכַּת הַחַמָּה, dt.: „Segensspruch für die Sonne“) ist ein selten vorgetragener jüdischer Segen.

## Beschreibung
Das Gebet ist dem Schöpfer gewidmet, dem man für die Schaffung der Sonne dankt. Der Segen wird vorgetragen, wenn die Sonne ihren Zyklus alle 28 Jahre vollendet hat. Dies erfolgt bei Sonnenuntergang an einem Dienstag. Die jüdische Tradition besagt, dass die Sonne, wenn sie ihren Zyklus vollendet hat, auf die historische Position, die sie im Schöpfungsmoment hatte, zurückkehrt. Da die Sonne beim Sprechen des Segens sichtbar sein muss, wird dieser auf den folgenden Mittwochmorgen verschoben.
Der 28-jährige Sonnenzyklus ist auch als „Machsor gadol“ (hebräisch מַחְזוֹר גָּדוֹל, dt.: „der große Zyklus“) bekannt. Ein Sonnenjahr beträgt 365,25 Tage, somit wird alle 10227 Tage der „Segen der Sonne“ zum Anfang eines neuen Zyklus vorgetragen. Letztmals geschah dies am 8. April 2009.

## Text und Übersetzung
| בָּרוּךְ אַתָּה יְהוָֹה אֱלֹהֵינוּ מֶלֶךְ הָעוֹלָם, עוֹשֶׂה מַעֲשֶׂה בְּרֵאשִׁית. | “ |
| – Siddûr tefillôt Yiśrāʾēl                        |   |

„Gesegnet seist Du, Gott 
unser Gott, König der Welt, 
der das Werk des Anfangs geschaffen.“